# Basarab I de Valaquia
Basarab I fue voivoda del principado de Valaquia desde 1310 hasta 1352. Es llamado "Întemeietorul" ("El Fundador"), debido a su papel en la creación del Estado unificado para la época, junto con su posición de ascendiente común de la dinastía Basarab. 

## Biografía
Su nombre es probablemente de origen cumano, significando "El Rey Padre", derivado de "basar" - "reinar" y "aba" - "padre", lo cual es reforzado puesto que su religión era católica y los cumanos eran los únicos católicos en la región aparte de los húngaros (los valacos, es decir, los rumanos, eran ortodoxos). En el siglo XIX, Bogdan Petriceicu Haşdeu propuso la variante que el nombre era autóctono, proviniendo de "ban" que significa "dueño", y de la palabra dácica "saraba", "cabeza" (todavía presente en algunas regiones rumanas con la forma de "sarâmb"), pero esta etimología es en general negada por los especialistas. Por otra parte, varios claustros e iglesias fundados por Basarab llevan nombres cumanos, lo que viene a reforzar la teoría anteriormente mencionada.
El padre de Basarab, Thocomerius (cuyo nombre fue considerado de origen eslavo y ahora cumano), fue probablemente el primer voivoda en gobernar la Valaquia entera. Basarab llegó a ser vasallo del reino de Hungría, pero entre 1324-1325 empezó su lucha en contra del rey húngaro. En un documento húngaro de Carlos I (del 26 de julio de 1324) Basarab es llamado «nuestro voivoda transalpino», y, solamente un año después, en un diploma del 18 de julio de 1325, es denominado «Basarab transalpino, no leal a la corona santa del rey».
En 1325 movilizó sus ejércitos hacia la región húngara de Szörény, la cual ocupó. Ante esto, el rey Carlos I Roberto de Hungría envió embajadores para discutir la acción de una manera pacífica, pero no obtuvieron respuestas positivas de los valacos. El mismo año, las tropas húngaras recuperaron la región tomada y continuaron avanzando hacia el Principado valaco. La propuesta de paz de Basarab resultó en extremo sorpresiva para el rey húngaro, y aún más la entrega como rehén de su propio hijo y al restituir el pago del impuesto viejo como vasallo de los húngaros. Basarab exclamó entonces: "solo lo hago para que se vayan en paz y se protejan de los peligros, ya que si vienen más cerca, de esos no se liberarán".
Luego de que el ejército húngaro destruyera la Sede del voivodato continuó avanzando hacia Basarab. Sin embargo, pronto llegaron a un estrecho en las montañas, de donde literalmente cayó tras las amenazas del voivoda valaco. De esta manera, en 1330 Basarab derrotó al rey húngaro Carlos I en la batalla de Posada, ganando así la independencia de Valaquia. La crónica picta húngara, uno de los escritos medievales más importantes, atestigua dicho evento. En 1343, Basarab elevó a su hijo Nicolás Alexander al rango de cogobernante y éste viajó a la corte de Luis I de Hungría, quien gobernaba tras la muerte de su padre Carlos Roberto. Ya en el reino húngaro, restableció las relaciones entre ambos Estados e inclusive en los siguientes años valacos y húngaros lucharon juntos contra las invasiones tártaras.